# Notre-Dame-de-l’Assomption (Bernardswiller)

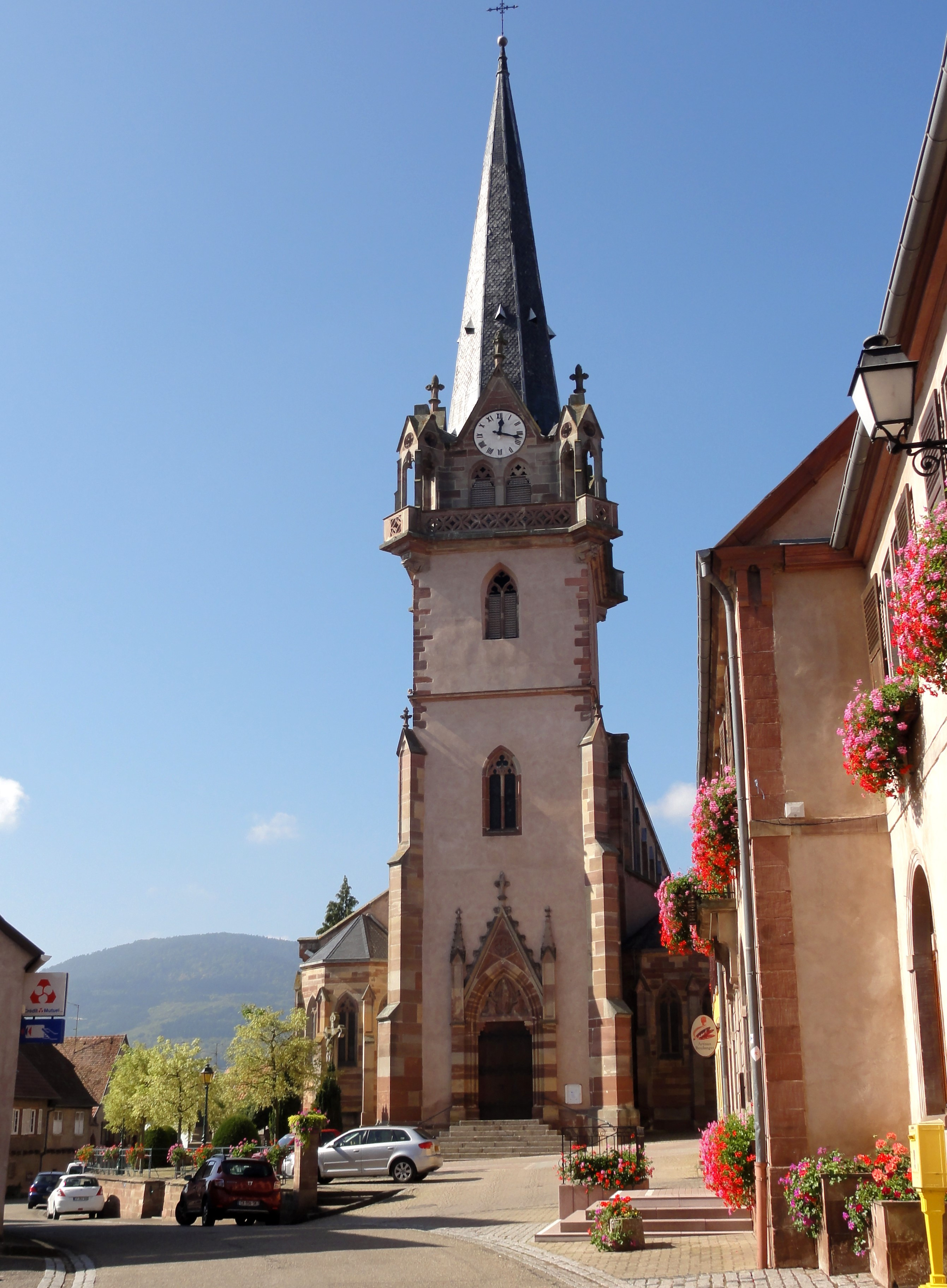
Der Westturm

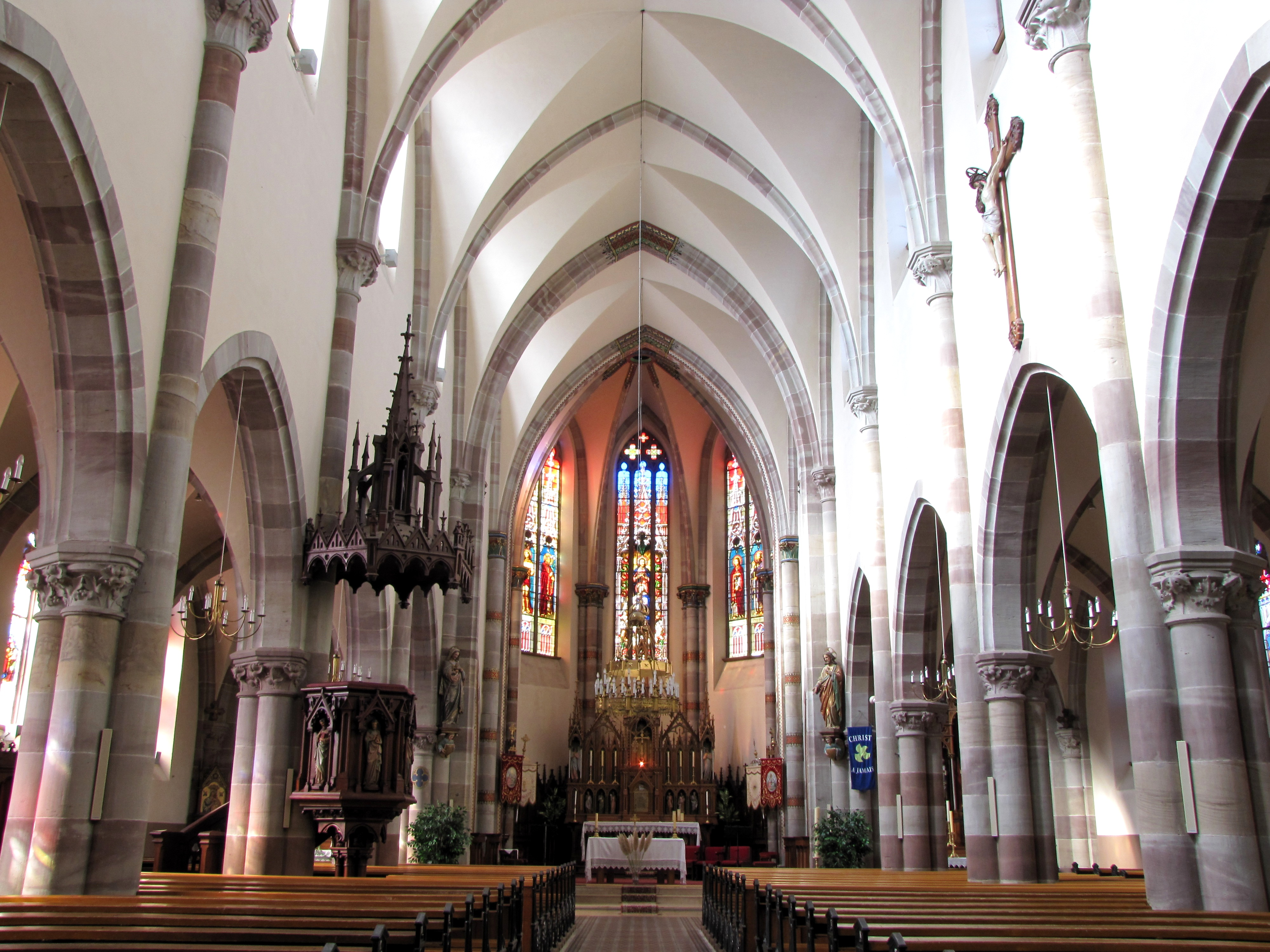
Inneres, Blick zum Chor

Die römisch-katholische Pfarrkirche von Bernardswiller im Elsass (Département Bas-Rhin) Notre-Dame-de-l’Assomption ist seit 1934 als Monument historique klassifiziert. Sie überragt den Ort und ist in der Ebene unterhalb des Odilienberges weithin sichtbar.

## Geschichte
Als erstes Gotteshaus in Bernardswiller ist eine der Jungfrau Maria geweihte Kapelle belegt, die zwischen 1495 und 1497 durch eine größere Kirche ersetzt worden ist. Dieses Bauwerk wurde 1863 niedergelegt, um einem repräsentativen neugotischen Sakralbau Platz zu machen, der 1866/67 errichtet wurde. Die neue Kirche Notre-Dame-de-l’Assomption entstand als dreischiffige Basilika mit vorgesetztem Westturm, der dem sogenannten Kappelturm im benachbarten Obernai nachempfunden wurde. Aus der alten Kirche wurde ein spätgotischer Tabernakel übernommen, der mit dem Jahr 1518 datiert ist.